# Johannes Kepler

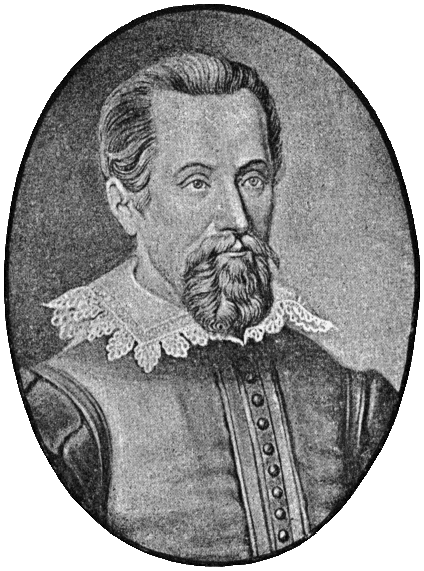
Johannes Kepler

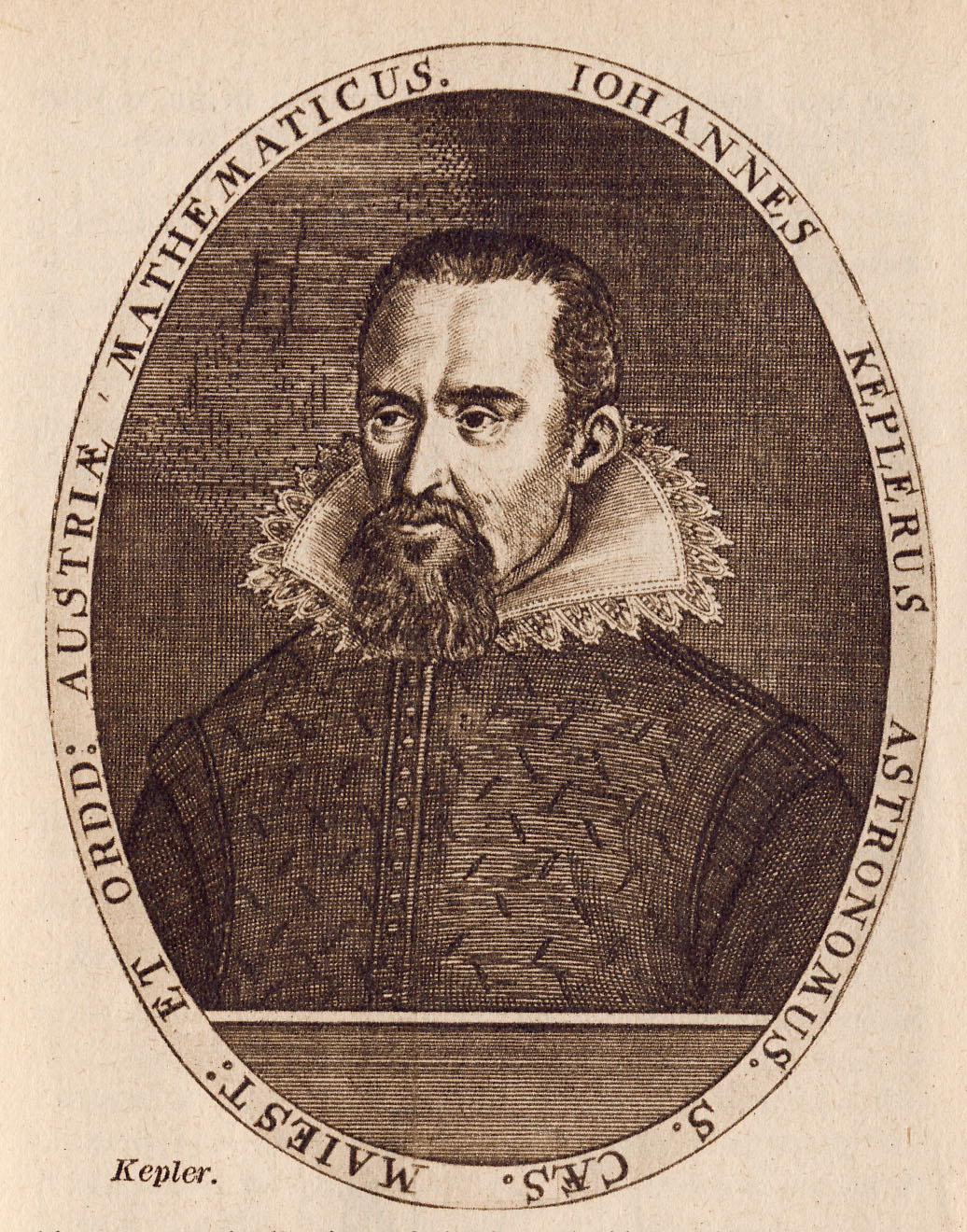
Johannes Kepler arcképe, rézmetszet

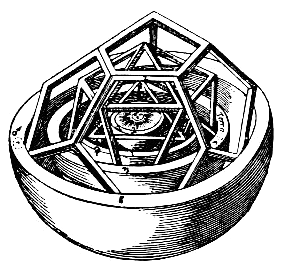
Kepler korai Naprendszer-modellje

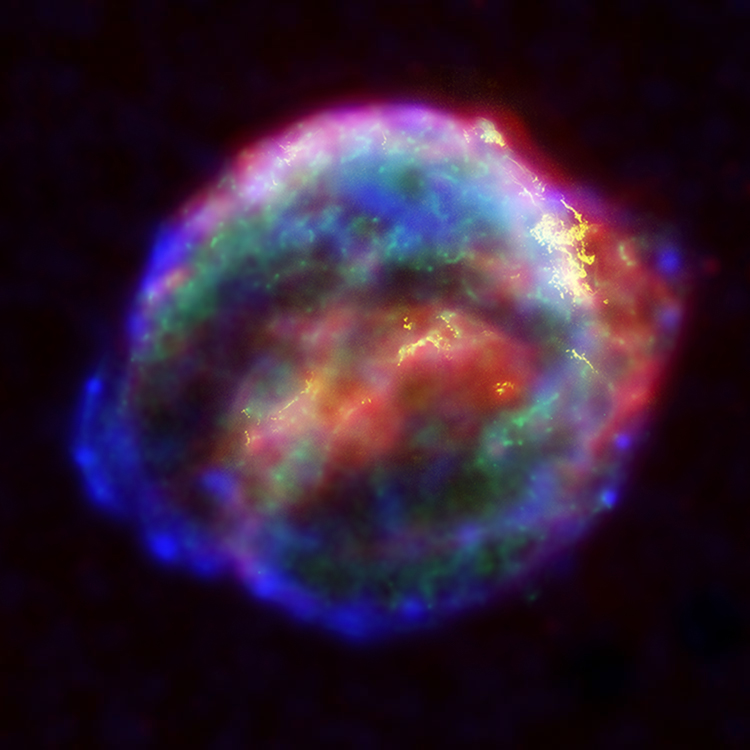
A Kepler által megfigyelt szupernóva az SN 1604 maradványa a Hubble-űrtávcső és a Chandra képeiből összeállítva

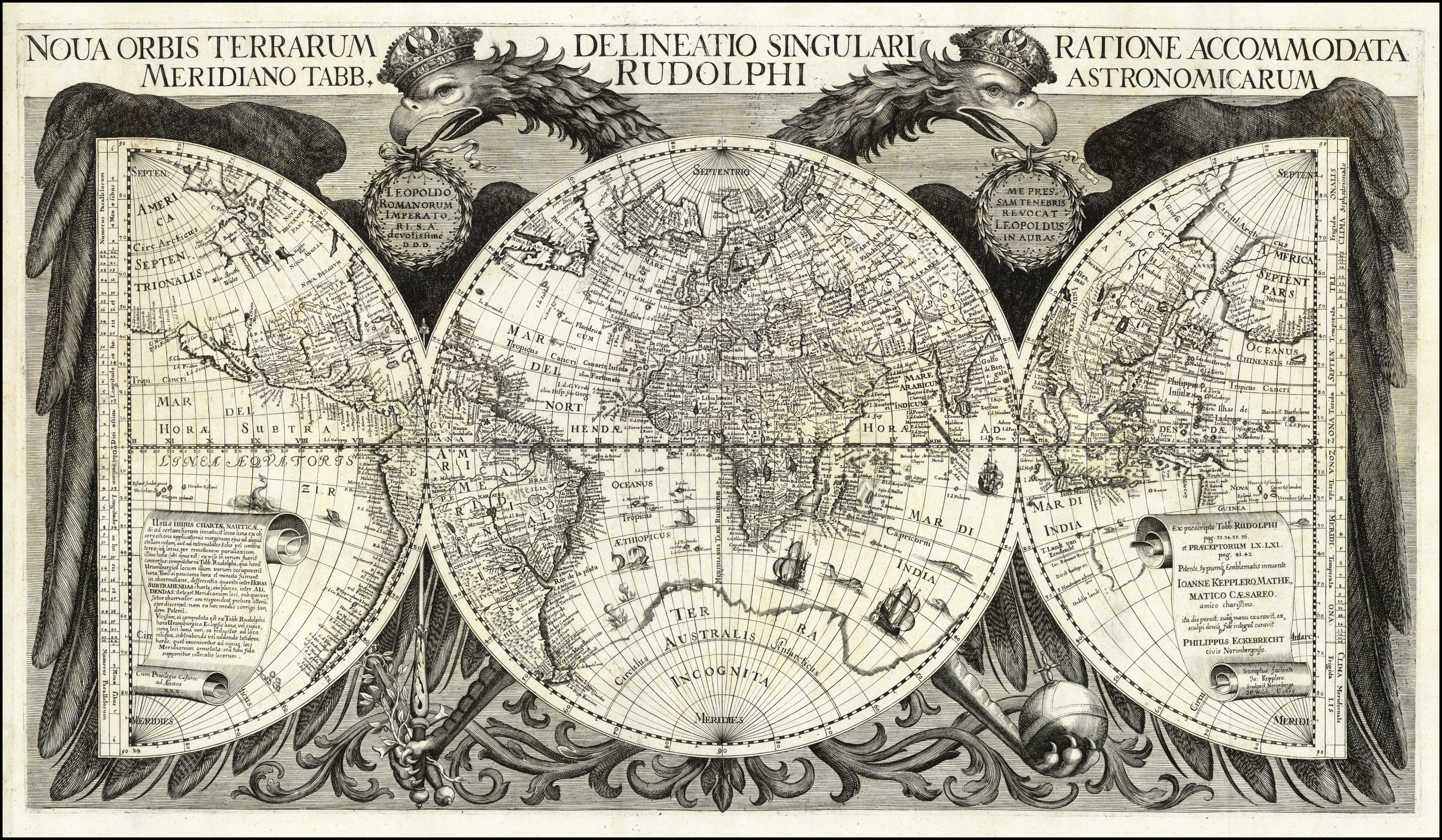
A Kepler által készített Tabulae Rudolfinae világtérképe

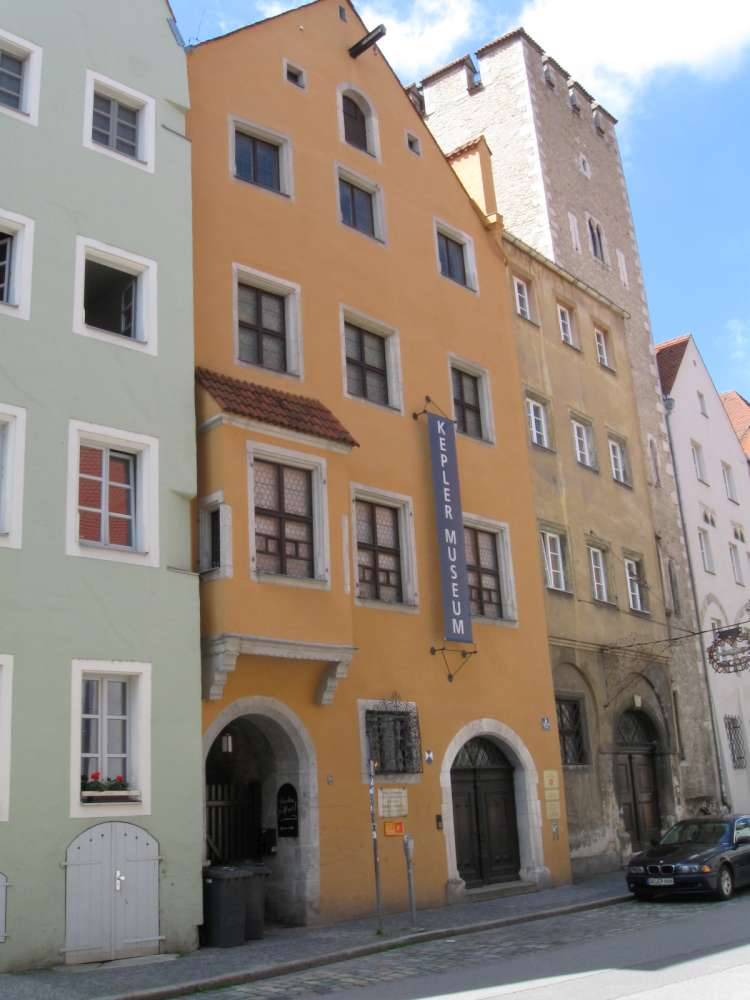
Kepler lakóháza Regensburgban, ma múzeum

Johannes Kepler (magyarul ismert Kepler János néven is, Weil der Stadt, 1571. december 27. – Regensburg, Bajorország, 1630. november 15.) német matematikus és csillagász, aki felfedezte a bolygómozgás törvényeit, amiket róla Kepler-törvényeknek neveznek. Széleskörűen foglalkozott más megfigyelésekkel is, köztük optikával.

## Ifjúkora
Johannes Kepler 1571. december 27-én született Weil der Stadtban a német szabad birodalmi városban (kb. szabad királyi város). Anyja keltette fel az érdeklődését a csillagászat iránt: megmutatta neki az 1577-es üstököst és az 1580-as holdfogyatkozást. Alapfokú tanulmányai után, 12 évesen beiratkozott az adelbergi iskolába. Ott olyan kitűnő eredményeket ért el, hogy átmehetett Maulbronnba, egy magasabb szintű iskolába. Ezután, 1591-ben teológiát kezdett el tanulni Tübingenben. Itt az egyetemen hallott először Kopernikusz heliocentrikus világképéről.
Kepler eredetileg protestáns lelkész szeretett volna lenni, de matematikai tehetsége olyan ismert volt, hogy 23 éves korában 1594 áprilisában meghívták a Grazi Egyetemre matematikát és csillagászatot tanítani.
Érdekes magyar vonatkozás, hogy 1598-tól ott tanított Pázmány Péter is.

## Munkássága
Az 1596-ban kiadott könyvében, a Mysterium Cosmographicumban (Das Weltgeheimnis) Kepler az akkor ismert hat bolygó pályáját az öt platóni testtel hozta kapcsolatba. Úgy gondolta, hogy az egyes bolygópályák gömbjei között a kocka, a tetraéder, az oktaéder, a dodekaéder és az ikozaéder tartja a távolságot. Ebben a művében jelenik meg az a gondolat, hogy a bolygókat egy a Napból kiáradó erő tartja pályájukon. Ezt azzal indokolta, hogy ez az erő a Naptól távolabb gyengébb, ezért mennek lassabban a távoli bolygók. Ez az első eset, hogy valaki a bolygók mozgását valamilyen fizikai hatással próbálta magyarázni.
1597 áprilisában feleségül vette Barbara Mühlecket (máshol Barbara Müller von Mühlegg, apja vízimalom molnárja volt, aki később lovag lett, innen a Von Mühlegg ). Kepler 1600-ban lett Tycho Brahénak, II. Rudolf császár udvari csillagászának segédje. Közös munkájuk Prágában bonyolultan alakult. Mindketten tudták, hogy különböző adottságaik kiegészítik egymást. Brahe kitűnő megfigyelő volt, észleléseiben a légkör fénytörését is korrigálta, matematikai képességei viszont elég korlátozottak voltak. A kitűnő matematikus Kepler pedig rövidlátása miatt alig tudott pontos megfigyeléseket végezni. Brahe az ifjú matematikatehetséggel együtt szerette volna világképét kidolgozni, melyben a Nap a Föld körül, de bolygók a Nap körül keringenek.
1601-ben Brahe halála után Kepler lett az udvari matematikus és csillagász. Ebben az időszakban jó barátságba került a magyar származású Jeszenszky Jánossal, aki a császár orvosa volt.
1604-ben megfigyelte a fényes szupernóvát, és benyomásait a De Stella nova in pede Serpentarii ("A Kígyótartó lábában megjelent új csillagról") című könyvében jelentette meg.
Brahe Keplerre hagyta a megfigyelési adatait, de ő csak évek múlva tudta azokat megszerezni Brahe akadékoskodó örököseitől. Kepler az adatokat matematikailag elemezve kimutatta, hogy a Mars pályája nem kör, hanem ellipszis, aminek egyik gyújtópontjában van a Nap (Kepler első törvénye). Megfigyelte azt is, hogy a bolygók a pályájukon a Naphoz közelebb haladva gyorsabban mozognak, mint távol. A megfigyelésekből levezette, hogy a bolygók vezérsugara azonos idők alatt azonos területet súrol (második törvény). A két törvényt az 1609-ben megjelenő Astronomia Nova („Új csillagászat”) című művében közölte. Munkája során felhasználta a pergai Apollóniosz kúpszeletekről írt geometriai művét.

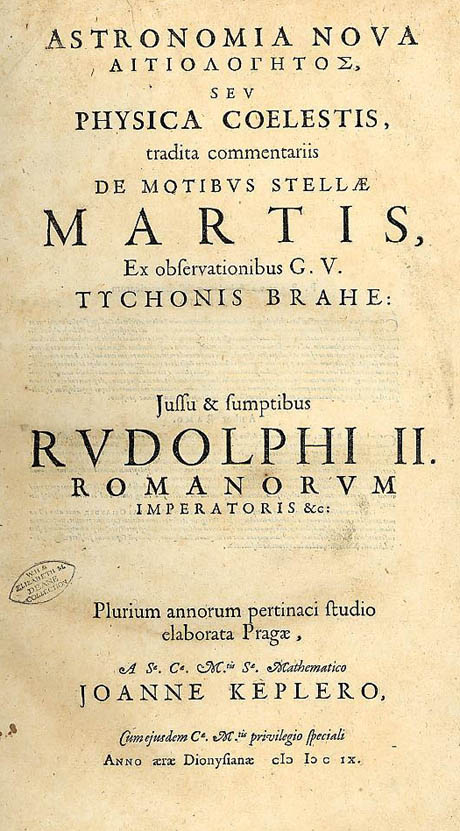
Astronomia Nova

Kepler egyik legjelentősebb műve az 1611-ben megjelent Dioptrice („Optika”) volt, melyben az optikát tudományos szinten tárgyalta. Ebben írta le az általa feltalált Kepler-távcsővet, de írt a fénytörésről és a lencsékkel történő leképezésről is.  Ez utóbbival megmagyarázta a szemüveglencsék működését. Leírta a szem működését, és tárgyalta a látáshibákat.
Felesége 1611-ben meghalt, két gyermeket hagyva maga után. Miután 1612 januárjában II. Rudolf is elhunyt, Kepler Linzben talált matematikusi állást.
A megfigyelési adatok – elsősorban a Mars pályaadatainak – kitartó tanulmányozásával 1618. május 15-én összefüggést talált a bolygók keringési ideje és a Naptól való távolságuk között, amelyet ma Kepler harmadik törvényének nevezünk: a bolygók Naptól való átlagos távolságainak (a, a pálya fél nagytengelye) köbei úgy aránylanak egymáshoz, mint a keringési idejük (T) négyzetei, azaz az {\displaystyle a^{3}}/{\displaystyle T^{2}} hányados minden naprendszerbéli bolygó esetén ugyanakkora. Ezt a törvényt az 1619-ben írt Harmonices Mundi ("A világ harmóniája") című művében közölte.
Például a Jupiter keringési idejének (11,8 földi év) négyzete majdnem 140. A Jupiter majdnem 5,2-szer van távolabb a Naptól, mint a Föld; ennek köbe (5,2³) szintén majdnem 140.
1620 augusztusában Katherinét, Kepler anyját Leonbergben boszorkányság vádjával bíróság elé állították és 14 hónapra bebörtönözték. Abban, hogy 1621 októberében elengedték, nagy szerepe volt Kepler közbenjárásának és hírnevének. Anyja a következő évben meghalt, halálának oka nem ismert.
Élete vége felé, 1627-ben adta ki Kepler Tabulae Rudolfinae-t („Rudolf-féle táblázatok”-at), élete utolsó nagy művét. Kiértékelte Tycho Brahe megfigyeléseit, és az addigi legpontosabb bolygópálya-leírásokat adta meg. Ez a bolygótáblázat szolgált később alapul Kepler törvényei mellett Isaac Newton számára, hogy megalkossa a gravitációs és mozgástörvényeit. De már 1631-ben Gassendi ezen táblázatok alapján figyelte meg a Merkúr átvonulását.
Mivel éveken keresztül nem kapott fizetést, 1628-ban felkereste Albrecht von Wallensteint, aki asztrológusként alkalmazta.
1630. november 15-én, 58 éves korában halt meg, Regensburgban. A harmincéves háború során a temető, és így sírja is megsemmisült, de 1806-1808 körül az eredeti sírtól nem messze Emanuel Herigoyen emelt neki emlékművet.

## További eredményei
Prágában munkatársa volt Jobst Bürgi, a logaritmustáblázat szerzője, ők vezették be a tizedes törteknél a vesszőt az egész és a tört részek különválasztására.
Foglalkozott térfogatszámítással. Arkhimédész nyomán – a boroshordók űrtartalmának megállapítása céljából – a forgástestek térfogatának kiszámítására a határozott integrálhoz nagyon hasonló általános számítási eljárást dolgozott ki, s ezzel az integrálszámítás előfutárának is tekinthető.
A hópelyhek szimmetriáját vizsgálva észrevette, hogy bár egyedi alakúak, az ágak 60 fokos szöge mindegyikre jellemző. Ez vezette el ahhoz a problémához, miképp lehet gömböket és köröket legsűrűbben elhelyezni. Ezeknek a vizsgálatoknak ma a kristálytanban és a kódoláselméletben (a híradástechnika része) van szerepe. Kepler megsejtette, hogy akkor tudjuk a gömböket legsűrűbben elhelyezni, ha piramisszerűen helyezzük őket egymásra. Ezt csak 400 év múlva, 1998-ban bizonyította be Thomas Hales matematikus.

## Kepler emléke a művészetben, tudományos és műszaki alkotásokban
- Kepler hatásának legismertebb magyar vonatkozása Madách Imre Az ember tragédiája című drámájának két prágai színe, melyek közrefogják a párizsi színt. Német, cseh és angol nyelvű filmek is készültek róla.
- Kráter őrzi emlékét a Holdon és a Marson.
- Az 1134 Kepler kisbolygót róla nevezték el.
- A NASA 2009-ben bocsátotta föl a Kepler űrtávcsövet, aminek segítségével exobolygókat kutatnak.
- Hindemith A világok harmóniája című operájának Kepler a főszereplője.
- Carl Sagan Cosmos című 13 részes tévéfilmsorozatában a 3. epizód főszereplője Kepler (ennek az egyórás filmnek is A világok harmóniája a címe).

## Kepler írott művei
- Mysterium cosmographicum (A kozmosz szent titka) (1596)
- Astronomiae Pars Optica (A csillagászat optikai része) (1604)
- De Stella nova in pede Serpentarii (Új csillag a Kígyótartó lábánál) (1604)
- Astronomia nova (Új csillagászat) (1609)
- Tertius Interveniens (1610)
- Dissertatio cum Nuncio Sidereo (Beszélgetések a csillaghírnökkel) (1610)
- Dioptrice (Dioptria) (1611)
- De nive sexangula (A hatszögletű hópehelyről) (1611)
- De vero Anno, quo aeternus Dei Filius humanam naturam in Utero benedictae Virginis Mariae assumpsit (A valódi évről, amelyben az örök Isten Fia az áldott Szűz Mária méhében emberként megfogant) (1613)
- Eclogae Chronicae (Krónika fejezetek) (1615)
- Nova stereometria doliorum vinariorum (A boroshordók új térfogatméréséről) (1615)
- Epitome astronomiae Copernicanae (Kivonat a kopernikuszi csillagászatról) (három részben 1618–1621 között)
- Harmonice Mundi (Világok harmóniája) (1619)
- Mysterium cosmographicum (A kozmosz szent titkai) Második kiadása (1621)
- Tabulae Rudolphinae (Rudolf-táblázatok) (1627)
- Somnium, sive Opus posthumum de astronomia sublunari (Az álom – Posthumus mű a holdbéli csillagászatról) (1634)

### Weboldalak
- Zdenek Horsky: Kepler Prágában, Fizikai Szemle 1990
- Kepler törvényei (mozgó képpel)

### Könyvek
- Száva István: Az ég törvénye, Móra Könyvkiadó, Budapest, 1973
- John Banville: Kepler, regény,  Európa Könyvkiadó, Budapest, 1981
- Arthur Koestler: Alvajárók, Európa Kiadó, Budapest, 1996
- Rosemaria Schuder: A boszorkány fia, regény Kossuth Könyvkiadó, Budapest, 1988 ISBN 963-09-3175-3
- L'udo Zúbek: Doktor Jesenius, regény, Szlovákiai Szépirodalmi Könyvkiadó-Móra Ferenc Könyvkiadó, Pozsony-Budapest, 1958
- L'udo Zúbek: Doktor Jesenius, regény,  Mladé Letá Könyvkiadó-Móra Ferenc Könyvkiadó, Pozsony-Budapest, 1966
- Kepler, Johannes, (1966): Strena, seu, de nive sexangula. (The six-cornered snowflake; edited and translated from the Latin by Colin Hardie, with essays by L. L. Whyte and B. F. J. Mason – Clarendon Press, Oxford
- Ulinka Rublack: A csillagász és a boszorkány. Kepler harca édesanyja megmentéséért; ford. Makovecz Benjamin; Európa, Bp., 2020
- ↑ Kutrovátz: Kutrovátz Gábor: Kepler és az erőblokkolás problémája. In  Bárdos Dániel – Tuboly Ádám Tamás: Emberarcú tudomány. Áltudományok és összeesküvéselméletek szorításában. Budapest: Typotex. 2023.